# A Naruto epizódjainak listája

A Naruto logója

Ez a lista a Naruto című animesorozat epizódjainak felsorolását tartalmazza. Az animesorozat Kisimoto Maszasi azonos című mangájának adaptációja, melyet Date Hajato rendezett és a Studio Pierrot, illetve a TV Tokyo gyártásában készült. Az animesorozat a manga első huszonhét fejezetét dolgozza fel 135 epizódban, a maradék 85 epizód úgynevezett filler (töltelék epizód), melynek cselekménye nem volt látható a mangában. A sorozat Uzumaki Naruto, egy hiperaktív kamasz nindzsa kalandjait követi végig, aki folyton az elismeréséért küzd és célja, hogy faluja legerősebb nindzsája, azaz a hokage legyen.
A 220 részből álló sorozatot 2002. október 3. és 2007. február 8. között sugározta Japánban a TV Tokyo. Az angol változatot 2005. szeptember 10-én kezdte vetíteni a Cartoon Network a Toonami műsorblokkjában. Mivel 2008. szeptember 20-án a csatorna megszüntette a Toonami műsorblokkját, a sorozatot csak alkalmanként vetítette, de a megszokott időben. A 209. epizód volt az utolsó, melyet láthattak a nézők, bár a Viz Media állította, hogy a többi epizódot is leadják a televíziók, végül nem kerültek adásba. A maradék epizódok azonban kiadásra kerültek a 9. évad DVD-jén, mely 2009. szeptember 22-én jelent meg, illetve a kanadai YTV Bionix műsorblokkjában és az angol Jetix UK is műsorra tűzte.
A sorozat epizódjait DVD-n adták ki. Az első DVD sorozat volt az egyetlen, mely VHS formátumban is megvásárolható volt. Összesen öt DVD sorozat van, minden egyes DVD-n négy epizód található. A sorozat három dobozos kiadásban is megvásárolható volt 2009 folyamán. A legújabb DVD sorozat a Naruto legjobb jelenetei, melyben egy válogatást láthatunk az első 135 epizód jeleneteiből. Az angol változatot 2006. március 28-ától adta ki a Viz Media DVD formátumban. Az első 26 DVD-kötet egyes lemezei négy-négy epizódot tartalmaznak, míg a 27. kötettől kezdődően ötöt. A vágatlan változatot dobozos DVD formájában került piacra, mindegyik 12-15 epizódot tartalmaz, a történetfejezetek hosszának megfelelően.
Magyarországon az animét két csatorna kezdte sugározni: a Jetix 2007. február 12-től és az Animax 2008. december 10-től. Előbbi az angol Jetix által megvágott változatot adta, míg utóbbi az eredeti, vágatlan változatot sugározza. A két változathoz két külön szinkron készült, bár a főbb szereplőknél vannak hangbéli átfedések. A Jetix – a 26. epizód kivételével – a 104. epizódig sugározta, vagyis így 103 részt és a 25. rész után borult az eredeti epizódrend. De a csatorna megszűnt és utódjaként a Disney Channel csak saját készítésű műsorokat ad, ezért nem volt várható folytatás. A 26. rész egyébként a történet előremozdítása helyett közbeékelve humoros jeleneteket tartalmaz meztelenkedéssel együtt, nem véres erőszakot mutat be. Az Animax 2010. június 9-én fejezte be az első 104 epizód sugárzását, majd 2010. december 15-től leadta a sorozat hátralévő epizódjait, az utolsó, 220. epizód 2012. február 1-jén volt látható. A "Naruto: Shippuuden" magyarországi vetítése alapvetően bizonytalannak tűnt és tervezés híresztelése után az Animax elindult a csőd felé. A magyar változat nem került DVD formátumba. Érdekességként az Animax a 26. részt - megindoklás nélkül - elsőként és 2 nappal későbbi ismétlésnél 16-os karikával vetítette, de hetekkel később 12+ karika került ki.
Az epizódok magyar címei a Animax-en sugárzott változat megfelelői.

## Nemzetközi sugárzások
A Naruto animesorozatot eddig több, mint negyven országban vetítették. A legtöbb csatorna szinkronizált változatot sugárzott, néhol felirattal vetítették. A japán mellett számos más nyelvű szinkron is készült, köztük angol, magyar, német, francia, olasz, arab, spanyol, tagalog, dán, lengyel és portugál.
| Ország                    | Csatorna                                              | Premier időpont                                        | Vetítés befejezése                | Leadott epizódok |
| ------------------------- | ----------------------------------------------------- | ------------------------------------------------------ | --------------------------------- | ---------------- |
| Magyarország              | Jetix Animax AXN Sci-Fi                               | 2007. február 12. 2008. december 10. Csak ismétlés     | – 2012. február 1. –              | 104 220 –        |
| Japán                     | TV Tokyo                                              | 2002. október 3.                                       | 2007. február 8.                  | 220              |
| Amerikai Egyesült Államok | Cartoon Network                                       | 2005. szeptember 10.                                   | 2009. január 31.                  | 209              |
| Argentína                 | Cartoon Network                                       |                                                        |                                   |                  |
| Ausztrália                | Network Ten Cartoon Network                           | 2006. szeptember 27.                                   |                                   |                  |
| Brazília                  | Cartoon Network SBT                                   | 2007. január 1. 2007. július 2.                        |                                   |                  |
| Chile                     | Chilevision Cartoon Network                           | 2007. július 9.                                        |                                   |                  |
| Dánia                     | DR                                                    |                                                        |                                   |                  |
| Dominikai Köztársaság     | Telesistema Dominicano Cartoon Network                |                                                        |                                   |                  |
| Ecuador                   | RedTelesistema                                        | 2007. október 29.                                      |                                   |                  |
| Egyesült Királyság        | Jetix                                                 | 2006. június 22.                                       |                                   |                  |
| Franciaország             | GameOne                                               | 2006. január 2.                                        |                                   | 220              |
| Fülöp-szigetek            | ABS-CBN Studio 23 Hero TV Cartoon Network Philippines | 2004. március 1.                                       |                                   | 220              |
| Hongkong                  | TVB Music TVB Jade                                    |                                                        |                                   |                  |
| India                     | Cartoon Network                                       |                                                        |                                   |                  |
| Indonézia                 | Global TV                                             |                                                        |                                   |                  |
| Izrael                    | Children Channel                                      |                                                        |                                   |                  |
| Kanada                    | YTV                                                   | 2005. szeptember 16.                                   | 2009. december 6.                 | 220              |
| Kína                      | CTS                                                   |                                                        |                                   |                  |
| Kolumbia                  | Citytv Bogotá                                         | 2008. március 3.                                       |                                   | 104              |
| Közel-Kelet               | Spacetoon                                             | 2007. augusztus 25.                                    |                                   |                  |
| Lengyelország             | Jetix AXN Sci-Fi                                      | 2007. február 12. 2009. augusztus 7.                   | – –                               | 104 52           |
| Malajzia                  | TV3 Astro Ria                                         | 2004. november 4.                                      |                                   | 220              |
| Mexikó                    | Televisa Canal 5 Cartoon Network                      | 2008. június 30.                                       |                                   |                  |
| Németország               | RTL II                                                | 2006. szeptember 18.                                   |                                   | 220              |
| Olaszország               | Italia 1 Hiro Italia 2                                | 2006. szeptember 9.                                    | 2008. július 7. ? 2011. július 8. | 220 ? ?          |
| Románia                   | Jetix Animax Pro TV Pro Cinema                        | 2007. 2008. december 10. ? ?                           |                                   |                  |
| Spanyolország             | Jetix Cuatro TV Animax                                | 2006. szeptember 23. 2006. november 4. 2009. január 6. |                                   |                  |
| Svédország                | ZTV                                                   |                                                        |                                   |                  |
| Szingapúr                 | E City                                                |                                                        |                                   |                  |
| Venezuela                 | Televen                                               | 2007. július 2.                                        | –                                 | 52               |

## Epizódlista

### Első évad (2002–2003)
| #  | Epizód címe | Első japán sugárzás | Első magyar (Jetix/ Animax) sugárzás  |
| -- | --- | ------------------- | ------------------------------------- |
| 1  | Uzumaki Naruto Szandzsó! Uzumaki Naruto! (参上！うずまきナルト) | 2002. október 3.    | 2007. február 12./ 2008. december 10. |
| 2  | Konohamaru színre lép Konohamaru da kore! (木ノ葉丸だ コレ！) | 2002. október 10.   | 2007. február 13./ 2008. december 10. |
| 3  | Szaszuke és Szakura – Barátok vagy ellenségek? Sukuteki!? Szaszuke to Szakura (宿敵!?サスケとサクラ) | 2002. október 17.   | 2007. február 14./ 2008. december 17. |
| 4  | Túlélésre játszunk Siren! Szabaibaru ensú (試練！サバイバル演習) | 2002. október 24.   | 2007. február 15./ 2008. december 17. |
| 5  | Megbukunk? Kakasi végső döntése Sikkaku? Kakasi no kecuron (失格？カカシの結論) | 2002. október 31.   | 2007. február 16./ 2008. december 24. |
| 6  | Az első küldetés! Irány a Hullámok Földje! Dzsújó ninmu! Nami no Kuni e csó-suppacu! (重要任務！波の国へ超出発！)                                                                                                  | 2002. november 7.   | 2007. február 19./ 2008. december 24. |
| 7  | Bérgyilkos a ködben Kiri no anszacusa! (霧の暗殺者！) | 2002. november 14.  | 2007. február 20./ 2008. december 31. |
| 8  | A fájdalom esküje Itami ni csikau kecui (痛みに誓う決意) | 2002. november 21.  | 2007. február 21./ 2008. december 31. |
| 9  | Saringan Kakasi Saringan no Kakasi (写輪眼のカカシ) | 2002. november 28.  | 2007. február 22./ 2009. január 7.    |
| 10 | A csakra erdeje Csakura no mori (チャクラの森) | 2002. december 5.   | 2007. február 23./ 2009. január 7.    |
| 11 | A föld, ahol egy hős élt Eijú no ita kuni (英雄のいた国) | 2002. december 12.  | 2007. február 26./ 2009. január 14.   |
| 12 | Csata a hídon! Zabuza visszatér! Kjódzsó kessen! Zabuza futatabi!! (橋上決戦！ザブザ再び!!) | 2002. december 19.  | 2007. február 27./ 2009. január 14.   |
| 13 | Haku titkos technikája – a jégtükrök Haku no hidzsucu - Makjó Hjósó (白の秘術・魔鏡氷晶) | 2002. december 26.  | 2007. február 28./ 2009. január 21.   |
| 14 | A nagyszájú nindzsa beszáll a harcba Igaiszei nanbá van, Naruto szanszen! (意外性Ｎｏ．１、ナルト参戦！) | 2003. január 9.     | 2007. március 1./ 2009. január 21.    |
| 15 | A megvakult Saringan Sikai zero no tatakai - Saringan kuzusi (視界ゼロの戦い・写輪眼崩し) | 2003. január 16.    | 2007. március 2./ 2009. január 28.    |
| 16 | A pecsét megtörik Kaihó szareta fúin (解放された封印) | 2003. január 23.    | 2007. március 5./ 2009. január 28.    |
| 17 | Haku múltja és igazi érzései Siroi Kako - Himeta omoi (白い過去・秘めた想い) | 2003. január 30.    | 2007. március 6./ 2009. február 4.    |
| 18 | A fegyver neve: sinobi Sinobi to iu na no dógu (忍という名の道具) | 2003. február 6.    | 2007. március 7./ 2009. február 4.    |
| 19 | Zabuza vezeklése Zabuza juki ni csiru… (ザブザ雪に散る…) | 2003. február 13.   | 2007. március 8./ 2009. február 11.   |
| 20 | A nagy csúnin-választó vizsga Sinsó tocunjú! Csúnin siken dattebajo (新章突入！中忍試験だってばよ) | 2003. február 20.   | 2007. március 9./ 2009. február 11.   |
| 21 | Vetélytársak! Ellenfelek a csúnin vizsgán! Nanore! Aravareta kjóteki tacsi!! (名乗れ！現れた強敵たち!!) | 2003. február 27.   | 2007. március 12./ 2009. február 18.  |
| 22 | Fiatalos robbanás! 120%-on Kiai hjaku-nidzsú pászento Nau de rokku na csószendzsó! (気合い120％ ナウでロックな挑戦状！)                                                                                            | 2003. március 6.    | 2007. március 13./ 2009. február 18.  |
| 23 | Seregnyi ellenfél, és egy maréknyi bajtárs Kecsirasze raibaru! rúkí nain zenin súgó (蹴散らせライバル！新人9人全員集合)                                                                                            | 2003. március 13.   | 2007. március 14./ 2009. február 25.  |
| 24 | A lehetetlen első vizsga Ikinari sikkaku? csó-nankan no daiicsi siken (いきなり失格？超難関の第一試験) | 2003. március 20.   | 2007. március 15./ 2009. február 25.  |
| 25 | Mindent vagy semmit! A legnehezebb tizedik kérdés Deta-toko sóbu! funbari dokoro no dzsú monme (出たとこ勝負！踏ん張りどころの10問目)                                                                              | 2003. március 27.   | 2007. március 16./ 2009. március 4.   |
| 26 | Egy rövid szünet! A Halál erdeje előtt kérem, hallgassák meg Konohamaru interjúit! Zettai hikken! Si no Mori csokuszen rupo! Konoha no gakkjú sinbun da kore! (絶対必見！死の森直前ルポ！木ノ葉の学級新聞だコレ！) | 2003. április 2.    | -/ 2009. március 4.                   |

### Második évad (2003)
| #  | Epizód címe | Első japán sugárzás  | Első magyar (Jetix/Animax) sugárzás |
| -- | --- | -------------------- | ----------------------------------- |
| 27 | Kezdődik a második forduló! Daini siken sutáto! Mavari va minna teki darake! (第二試験スタート！周りはみんな敵だらけ！)                                   | 2003. április 2.     | 2007. október 1./ 2009. március 11. |
| 28 | Pánik az erdőben! Eszel, vagy téged esznek meg! Kú ka kuvareru ka! Esa ni natta Naruto (喰うか喰われるか！エサになったナルト)                             | 2003. április 9.     | 2007. október 1./ 2009. március 11. |
| 29 | Naruto ellentámadása! Sosem adom fel! Naruto hangeki! nigenéndattebajo! (ナルト反撃！逃げねーんだってばよ！)                                              | 2003. április 16.    | 2007. október 1./ 2009. március 18. |
| 30 | A feltámadt saringan! A tűzsárkány technikája! Jomigaere Saringan! Hissacu: Katon Rjúka no Dzsucu! (蘇れ写輪眼！必殺・火遁龍火の術！)                     | 2003. április 23.    | 2007. október 2./ 2009. március 18. |
| 31 | Bilifej megmutatja! Mindhalálig védeni foglak! Geki maju puratonikku! Boku va sinu made anata o mamoru!! (激まゆプラトニック！僕は死ぬまでアナタを守る!!) | 2003. április 30.    | 2007. október 2./ 2009. március 25. |
| 32 | A cseresznyevirág kinyílik! Soha többé védtelenül! Szakura szaku! Kecui no usiro szugata (サクラ咲く！決意の後ろ姿)                                       | 2003. május 7.       | 2007. október 2./ 2009. március 25. |
| 33 | Az új harci alakzat! Ino-Sika-Csó trió! Muteki no fóméson! InoSikaCsó!! (無敵のフォーメーション！いのシカチョウ！！)                                      | 2003. május 14.      | 2007. október 3./ 2009. április 1.  |
| 34 | Akamaru félelme! Gára iszonyatos ereje! Akamaru bikkuri! Gára, Kjói no Dzsicurjoku (赤丸ビックリ！我愛羅、驚異の実力)                                     | 2003. május 21.      | 2007. október 3./ 2009. április 1.  |
| 35 | Az őrjítő kísértés! A tekercsek titka! Nozoki mi genkin! Maki mono no himicu (のぞき見厳禁！巻き物の秘密)                                                 | 2003. május 28.      | 2007. október 3./ 2009. április 8.  |
| 36 | Klónparádé! Én vagyok a klónkirály! Bunsin taikecu! Ore ga sujaku dattebajo! (分身対決！オレが主役だってばよ！)                                           | 2003. június 4.      | 2007. október 4./ 2009. április 8.  |
| 37 | A második körnek vége és mind a kilenc kezdő versenyben van! Daini siken toppa! szeizoroi rúkí nain! (第二試験突破！勢ぞろいルーキーナイン！)             | 2003. június 11.     | 2007. október 4./ 2009. április 15. |
| 38 | A felét kiszórjuk! A selejtező meccsek! Gókakusa nibun no icsi!? Ikinari siai dattebajo!! (合格者二分の一!?イキナリ試合だってばよ!!)                      | 2003. június 18.     | 2007. október 4./ 2009. április 15. |
| 39 | A féltékeny Lee Gedzsi maju dzserasí! „Sisi Rendan” Tandzsó (ゲジまゆジェラシー!『獅子連弾』誕生!)                                                        | 2003. július 2.      | 2007. október 5./ 2009. április 22. |
| 40 | A konfrontálódás! Kakasi és Orocsimaru Iszsokuszokuhacu!! Kakasi vászaszu Orocsimaru (一触即発!!カカシVS大蛇丸)                                           | 2003. július 9.      | 2007. október 5./ 2009. április 22. |
| 41 | Szerelmi háború! Lányok, mindenre készen! Raibaru gekitocu! Otome gokoro va honki módo (ライバル激突！オトメ心は本気モード)                               | 2003. július 16.     | 2007. október 5./ 2009. április 29. |
| 42 | Szívvel-lélekkel! Őrült vagy? Beszuto batoru va sánnaró!! (ベストバトルはしゃーんなろー!!)                                                                | 2003. július 23.     | 2007. október 8./ 2009. április 29. |
| 43 | Zseni a küzdőtéren! Kegyetlen leányzók! Sikamaru tadzsitadzsi!? Kunoicsi-tacsi no acuki tatakai (シカマルタジタジ!?くの一達の熱き戦い)                    | 2003. július 30.     | 2007. október 8./ 2009. május 6.    |
| 44 | Négylábú ellenfél! A pöttömnyi véreb! Akamaru szanszen!! Makeinu va doccsi da? (赤丸参戦!!負け犬はどっちだ？)                                             | 2003. augusztus 6.   | 2007. október 8./ 2009. május 6.    |
| 45 | Nyers erővel! A klón ütőkártya Hinata szekimen! Kankjaku anguri, Naruto no oku no te (ヒナタ赤面！ 観客あんぐり、ナルトの奥の手)                          | 2003. augusztus 13.  | 2007. október 9./ 2009. május 13.   |
| 46 | A bjakugan párbaj! Hinata bámulatos eltökéltsége! Bjakugan kaigen!! Ucsiki na Hinata no daitan kecui! (白眼開眼!!内気なヒナタの大胆決意！)                | 2003. augusztus 20.  | 2007. október 9./ 2009. május 13.   |
| 47 | Azelőtt állva, akire felnézek! Akogare no hito no me no mae de!! (憧れの人の目の前で!!)                                                                   | 2003. augusztus 27.  | 2007. október 9./ 2009. május 20.   |
| 48 | Gára összezúzása! A fiatalság kirobbanó ereje! Gára funszai!! Vakasa da! Pavá da! Bakuhacu da! (我愛羅粉砕!!若さだ！パワーだ！爆発だ！)                   | 2003. szeptember 3.  | 2007. október 11./ 2009. május 20.  |
| 49 | A tüzesvérű kölyök! A bukott diák tiltott végső csapása! Nekkecu ocsikobore! Cuini Szakurecu, kindan no ógi! (熱血落ちこぼれ！遂に炸裂、禁断の奥義！)     | 2003. szeptember 10. | 2007. október 11./ 2009. május 27.  |
| 50 | Ez Rock Lee! Mert így kell élnie egy férfinak! Aa Rokku Rí! Kore ga otoko no ikizama jo!! (嗚呼ロック・リー！これが男の生き様よ！！)                      | 2003. szeptember 17. | 2007. október 11./ 2009. május 27.  |
| 51 | Veszély az árnyak közül! A baj Szaszuke felé közelít! Jami ni ugomeku kage Szaszuke ni szemaru kiki! (闇にうごめく影 サスケに迫る危機！)                  | 2003. szeptember 24. | 2007. október 13./ 2009. június 3.  |
| 52 | Ebisu visszatér! Ebiszu futatabi! harencsi va vatasi ga jurusimaszen zo! (エビス再び！ハレンチは私が許しませんぞ！)                                       | 2003. október 1.     | 2007. október 13./ 2009. június 3.  |

### Harmadik évad (2003–2004)
| #  | Epizód címe | Első japán sugárzás | Első magyar (Jetix/Animax) sugárzás |
| -- | --- | ------------------- | ----------------------------------- |
| 53 | Itt van ő! A bölcs, kéjenc remete! Aijasibaraku! Ero-szennin tódzsó! (あいやしばらく！エロ仙人登場！)                                                                   | 2003. október 8.    | 2008. május 5./ 2009. december 9.   |
| 54 | A sinobi idézés titka! A perverz remete bölcsessége! Ero-szennin dzsikiden Kucsijose no Dzsucu dattebajo!! (エロ仙人直伝 口寄せの術だってばよ！！)                      | 2003. október 15.   | 2008. május 5./ 2009. december 9.   |
| 55 | A kívánság virága és a fájdalmas valóság Szecunai omoi Negai o kometa icsirin (切ない想い 願いを込めた一輪)                                                             | 2003. október 22.   | 2008. május 6./ 2009. december 16.  |
| 56 | Naruto, élsz vagy meghalsz? Vagy megtanulod, vagy véged! Szei ka si ka!? Menkjo kaiden va inocsi kake! (生か死か!?免許皆伝は命懸け！)                                   | 2003. október 29.   | 2008. május 6./ 2009. december 16.  |
| 57 | Ugrik, repül és úszik! Íme, a béka nagyfőnök! Tonda! Haneta! Mogutta! Gama ojabun tódzsó!! (飛んだ！跳ねた！潜った！ガマ親分登場!!)                                     | 2003. november 5.   | 2008. május 7./ 2009. december 23.  |
| 58 | Rémség a kórházban! A szörnyeteg belül van! Sinobi joru ma no te! Neravareta Bjósicu (しのび寄る魔の手！狙われた病室)                                                   | 2003. november 12.  | 2008. május 7./ 2009. december 23.  |
| 59 | Fuss, ahogy a lábad bírja! Kezdődik a harmadik forduló! Mó recu Mó Cui Mó Daszsu Hanszen kaisi dattebajo (モー烈 モー追 モーダッシュ 本選開始だってばよ)                | 2003. november 19.  | 2008. május 8./ 2009. december 30.  |
| 60 | Bjakugan kontra árnyékklónok! Enyém lesz a győzelem! Bjakugan bászaszu Kage Bunsin! Ore va zetté kacu!! (白眼ＶＳ影分身！オレはゼってー勝つ!!)                          | 2003. november 26.  | 2008. május 8./ 2009. december 30.  |
| 61 | Semmi holttér! Az áttörhetetlen védőpajzs! Sikaku zero! Mó hitocu no zettai Bógjo (死角ゼロ！もうひとつの絶対防御)                                                      | 2003. december 3.   | 2008. május 9./ 2010. január 6.     |
| 62 | A bukott megmutatja, hogy mire képes! Ocsikobore no Szokodzsikara! (落ちこぼれの底力！)                                                                                 | 2003. december 10.  | 2008. május 9./ 2010. január 6.     |
| 63 | Vigyázz, mert kizárnak! Az utolsó kör egyre bonyolódik! Sikkaku!? Kiken! Maedaosi! Haran bukumi no daihonszen! (失格！？キケン！前倒し！波乱含みの大本戦)               | 2003. december 17.  | 2008. május 12./ 2010. január 13.   |
| 64 | A zseni, akinél a felhők is érdekesebbek Kumo va ii naa… jaru ki zero no otoko (雲はいいなあ…やる気ゼロの男)                                                            | 2003. december 24.  | 2008. május 12./ 2010. január 13.   |
| 65 | Az avarrejteki levelek táncolnak! A homok kavarog! Gekitocu! Konoha mai Szuna ugomeku toki (激突！木ノ葉舞い砂うごめく瞬間)                                             | 2003. december 31.  | 2008. május 13./ 2010. január 20.   |
| 66 | Bilifej technikája Szaszuke kezében! Arasi o jobu otoko!! Szaszuke no Gedzsimaju-rjú Taidzsucu! (嵐を呼ぶ男！！サスケのゲジマユ流体術！)                                | 2004. január 14.    | 2008. május 13./ 2010. január 20.   |
| 67 | Nem a semmiért késtünk! A legtitkosabb gyilkos fogás! Date ni okureta vake dzsanai! Kjúkjoku ógi - Csidori tandzsó!! (だてに遅れたわけじゃない！究極奥義・千鳥誕生！！) | 2004. január 14.    | 2008. május 14./ 2010. január 27.   |
| 68 | Indul az Avarrejtek elleni hadjárat! „Konoha Kuzusi” Sidou! (『木ノ葉崩し』始動！)                                                                                      | 2004. január 28.    | 2008. május 14./ 2010. január 27.   |
| 69 | Végveszélyben a falu! Újabb A osztályú küldetés! Matte masita! É Ranku ninmu dattebajo!! (待ってました！Aランク任務だってばよ！！)                                      | 2004. február 4.    | 2008. május 15./ 2010. február 3.   |
| 70 | Az első számú lajhár! Bosszantó, de meg kell tenni! Nigegosi nanbaa van Mendokusze~ ga jarukkjanee!! (逃げ腰NO.1 めんどくせーがやろっきゃねえ！！)                      | 2004. február 11.   | 2008. május 15./ 2010. február 3.   |
| 71 | Az egyoldalú küzdelem! Két hokage, egy ellen! Kokon muszó! „Hokage” toiu reberu no tatakai (古今無双！『火影』というレベルの戦い)                                       | 2004. február 18.   | 2008. május 16./ 2010. február 10.  |
| 72 | A hokage hibája! Mit rejt a múlt álarca? Hokage no ajamacsi Kamen ni sita no szugao (火影の過ち 仮面の下の素顔)                                                         | 2004. február 25.   | 2008. május 16./ 2010. február 10.  |
| 73 | A tiltott technika! A halálisten ölelése! Kindzsucu ógi! „Siki Fúin” (禁術奥義！『屍鬼封印』)                                                                           | 2004. március 3.    | 2008. május 19./ 2010. február 17.  |
| 74 | Elképesztő! Gára valódi démonja! Kjókaku! Gára no Sótai (驚愕！我愛羅の正体)                                                                                            | 2004. március 10.   | 2008. május 19./ 2010. június 9.    |
| 75 | A tűréshatáron túl! Szaszuke elhatározása! Genkai o koete… Szaszuke no kecudan!! (限界を越えて… サスケの決断！！)                                                       | 2004. március 17.   | 2008. május 20./ 2010. június 9.    |
| 76 | Bérgyilkos az éjszakában! Cukijo no anszacusa (月夜の暗殺者) | 2004. március 24.   | 2008. május 20./ 2010. február 24.  |
| 77 | Fény és sötétség! Gára két arca! Hikari to Jami Gára to iu na (光と闇 我愛羅という名)                                                                                   | 2004. március 31.   | 2008. május 21./ 2010. február 24.  |
| 78 | Robbants! Ez lesz az első fejezet! Bakuhacu! Korezo Naruto ninpócsó~~!! (爆発！これぞナルト忍法帖～～っ！！)                                                            | 2004. április 7.    | 2008. május 21./ 2010. március 3.   |

### Negyedik évad (2004)
| #   | Epizód címe | Első japán sugárzás  | Első magyar (Jetix/Animax) sugárzás |
| --- | --- | -------------------- | ----------------------------------- |
| 79  | A fényen és sötétségen túl! Rimitto buccsigiri! ~Hikari to Jami~ (リミットぶっちぎり! 〜光と闇〜)                                                                    | 2004. április 14.    | ?/ 2010. március 3.                 |
| 80  | A Harmadik Hokage, mindörökre... Szandaime jo, tova ni......!! (三代目よ, 永久に......!!)                                                                            | 2004. április 21.    | ?/ 2010. március 10.                |
| 81  | A hajnali köd visszatér! Aszagiri no kikjó (朝霧の帰郷) | 2004. április 28.    | ?/ 2010. március 10.                |
| 82  | Szemtől szemben a két saringan! Saringan tai Saringan!! (写輪眼VS写輪眼!!)                                                                                           | 2004. május 5.       | ?/ 2010. március 17.                |
| 83  | Ó, nem! Dzsiraijáé a baba, Narutóé a baj! Ó, nó~! Dzsiraija no dzsonan, Naruto no szainan (おお, のォ〜っ!自来也の女難, ナルトの災難)                                | 2004. május 12.      | ?/ 2010. március 17.                |
| 84  | A csidori sikolya! Szaszuke kiáltása! Unare Csidori, Hoero Szaszuke! (唸れ千鳥 吠えろサスケ!)                                                                        | 2004. május 19.      | ?/ 2010. március 24.                |
| 85  | Drága, bolond öcsém! Gyűlölj, vess meg! Orokanaru otóto jo urame, nikume! (愚かなる弟よ 恨め, 憎め!)                                                                 | 2004. május 26.      | ?/ 2010. március 24.                |
| 86  | A tudás nyomában! Erős akarok lenni! Sugjó kaisi, Ore va zetté cujoku naru! (修行開始 オレはぜってー強くなる!)                                                       | 2004. június 2.      | ?/ 2010. március 31.                |
| 87  | Akaraterő! Pukkadjon már a lufi! Kondzsó!!! Varero mizufúszen (根性!!!割れろ水風船)                                                                                  | 2004. június 9.      | ?/ 2010. március 31.                |
| 88  | Koncentrálj az Avarrejtek-jelre! Konoha máku to hitaiate (木ノ葉マークと額当て)                                                                                      | 2004. június 16.     | ?/ 2010. április 7.                 |
| 89  | Az átok Hamon (波紋) | 2004. június 23.     | ?/ 2010. április 7.                 |
| 90  | A tiszteletlen kölyök! Van, amire nincs bocsánat! Ikari bakuhacu! Jurusanéttebajo (怒りバクハツ!許さねーってばよ)                                                    | 2004. július 7.      | ?/ 2010. április 14.                |
| 91  | Az örökség! A halált hozó nyaklánc! Sodai Hokage no iszan Si vo jobu kubikazari (初代火影の遺産 死を呼ぶ首飾り)                                                      | 2004. július 14.     | ?/ 2010. április 14.                |
| 92  | Igen, vagy nem? Cunade válasza Iesszu ka Nó ka! Cunade no kaitó (YESかNOか!ツナデの回答)                                                                             | 2004. július 21.     | ?/ 2010. április 21.                |
| 93  | Az agresszív tárgyalás! Kósó Kecurecu! (交渉決裂!!) | 2004. július 28.     | ?/ 2010. április 21.                |
| 94  | Nesze! Kóstold meg a raszengant! Kurae! Ikari no Raszengan (らえ!怒りの螺旋丸)                                                                                       | 2004. augusztus 4.   | ?/ 2010. április 28.                |
| 95  | Az Ötödik Hokage! Isten óvjon egy banya haragjától! Godaime Hokage, Inocsi vo kaketa tatakai! (五代目火影 命を賭けた戦い)                                            | 2004. augusztus 11.  | ?/ 2010. április 28.                |
| 96  | Patthelyzet! A szannin leszámolás! Szan szukumi no tatakai (三すくみの戦い)                                                                                          | 2004. augusztus 11.  | ?/ 2010. május 5.                   |
| 97  | Naruto kalandja a fürdőben Naruto no jukemuri csin dócsú (ナルトの湯けむり珍道中)                                                                                    | 2004. augusztus 18.  | ?/ 2010. május 5.                   |
| 98  | Nincs mese! Nem lehetsz többé nindzsa! Nindzsa vo jamero! Cunade no cúkoku (忍者を辞めろ!ツナデの通告)                                                               | 2004. augusztus 25.  | ?/ 2010. május 12.                  |
| 99  | A tűz akarata tovább él Hi no isi o cugu mono (火の意志を継ぐもの)                                                                                                   | 2004. szeptember 1.  | ?/ 2010. május 12.                  |
| 100 | A tanár és diákja közötti elszakíthatatlan kötelék Nekkecu sitei no kizuna ~Otoko ga ninpó vo curanuku toki~ (熱血師弟の絆〜男が忍法貫くとき〜)                      | 2004. szeptember 8.  | ?/ 2010. május 19.                  |
| 101 | Látni, tudni, megerősíteni! Vajon mi van Kakasi maszkja alatt? Mitai, Siritai, Tasikametai Kakasi-szenszei no szugao (見たい, 知りたい, 確かめたい カカシ先生の素顔) | 2004. szeptember 15. | ?/ 2010. május 19.                  |
| 102 | Új misszió! Irány a Teaföld, hogy kisegítsünk egy régi barátot! Iza sin ninmu Giri to nindzsó to Csakoku o szukue! (いざ新任務 義理と人情と茶国を救え!)              | 2004. szeptember 22. | ?/ 2010. május 26.                  |
| 103 | Merülés! A mélytengeri örvény! Naruto gekicsin!? Inbau uzumaku óunabara (ナルト撃沈!?陰謀うずまく大海原)                                                             | 2004. szeptember 29. | ?/ 2010. május 26.                  |
| 104 | Húzz bele, Idate! A Nagi-szigeten a halállal versenyzel! Hasire Idate! Arasi vo jubi haran no Nagitó!! (走れイダテ!嵐を呼ぶ波乱のナギ島!!)                           | 2004. október 13.    | ?/ 2010. június 2.                  |

### Ötödik évad (2004–2005)
| #   | Epizód címe | Első japán sugárzás | Első magyar (Animax) sugárzás |
| --- | --- | ------------------- | ----------------------------- |
| 105 | Egy ugrás a cél! Az ellenfelünk a Villámisten kardja! Góru csokuzen! Raimei todoroku daigekitó (ゴール直前!雷鳴とどろく大激闘)                 | 2004. október 20.   | 2010. december 15.            |
| 106 | A verseny vége! A sorsfordító végső sprint! Todoku ka Idate! Súnen no raszuto szupáto!! (届くかイダテ!執念のラストスパート!!)                  | 2004. október 27.   | 2010. december 15.            |
| 107 | Az első ütközet Naruto és Szaszuke között Omae to tatakaitai! Cui ni gekitocu Szaszuke tai Naruto (オマエと戦いたい!ついに激突 サスケVSナルト) | 2004. november 3.   | 2010. december 22.            |
| 108 | A megkeseredett páros összetört köteléke Mienai kirecu (見えない亀裂)                                                                          | 2004. november 10.  | 2010. december 22.            |
| 109 | A Hang meghívása Oto no izanai (音の誘い) | 2004. november 17.  | 2010. december 29.            |
| 110 | Felkészülni! A Szaszuke-mentő csapat! Kesszei! Teppeki fóméson (結成!鉄壁のフォーメーション)                                                   | 2004. november 24.  | 2010. december 29.            |
| 111 | Hang kontra Avar, második felvonás! Szessoku ~Oto Jonin Sú no dzsicurjoku~ (接触〜音四人衆の実力〜)                                            | 2004. november 24.  | 2011. január 5.               |
| 112 | Lázadás a csapatban! Így bomlik meg az egység! Ikinari nakamare!? Sikamaru sótai daipincsi (イキナリ仲間割れ!?シカマル小隊大ピンチ)            | 2004. december 1.   | 2011. január 5.               |
| 113 | Teljes gázzal! A hústornyok csatája! Pavá zenkai! Moero Csódzsi (パワー全開!燃えろチョウジ)                                                    | 2004. december 8.   | 2011. január 12.              |
| 114 | Viszlát, öreg haver! Én mindig hiszek benned! Szaraba tomo jo...! Szoredemo ore va sindzsiteru (さらば友よ...!それでもオレは信じてる)          | 2004. december 15.  | 2011. január 12.              |
| 115 | Én és a szemem vagyunk az ellenfeled! Omae no aite va kono ore da! (お前の相手はこのオレだ!)                                                   | 2004. december 22.  | 2011. január 19.              |
| 116 | A mindent látó szem egyetlen vakpontja! Sikai szanbjaku rokudzsú do, Bjakugan no sikaku (視界360度 白眼の死角)                                 | 2005. január 5.     | 2011. január 19.              |
| 117 | A vereség nem lehetőség! Makerarenai rijú (負けられない理由)                                                                                   | 2005. január 5.     | 2011. január 26.              |
| 118 | A későn visszarabolt koporsó Dakkan~Ma ni avanakatta ucuva (奪還〜間に合わなかった器)                                                          | 2005. január 12.    | 2011. január 26.              |
| 119 | Az új ellenfél felborítja a tervet Sisszaku! Aratanaru teki (失策!新たなる敵)                                                                  | 2005. január 19.    | 2011. február 18.             |
| 120 | Vonyíts és üvölts! A tökéletes vadászkopó! Unare! Hoero! Kjúkjoku no taggu (唸れ!吠えろ!究極のタッグ)                                          | 2005. február 2.    | 2011. február 2.              |
| 121 | Mindenki a maga harcát vívja! Szorezore no tatakai (それぞれの闘い)                                                                            | 2005. február 9.    | 2011. február 2.              |
| 122 | Igaz, vagy hamis? Sikamaru, a ravasz stratéga visszavág! Feiku! Otoko Sikamaru kisikaiszei no kake (フェイク!男シカマル起死回生の賭け)         | 2005. február 16.   | 2011. február 9.              |
| 123 | Támad Avar szépséges szörnyetege! Konoha no aoki jadzsú kenzan! (木ノ葉の碧き野獣見参!)                                                        | 2005. február 23.   | 2011. február 16.             |
| 124 | A Részeg szörnyeteg! A piától erős és verhetetlen! Jadzsú szakurecu! Hadzsikero futtobe cukinukero! (野獣炸裂!弾けろ吹っ飛べ突き抜けろ!)       | 2005. március 2.    | 2011. február 16.             |
| 125 | Avar szövetségesei, a Sivatagi testvérek! Konoha dómeikoku Szuna no sinobi (木ノ葉同盟国砂の忍)                                                | 2005. március 9.    | 2011. február 23.             |
| 126 | Gára és Kimimaro leszámolása Szaikjó taikecu! Gára tai Kimimaro!! (最強対決!我愛羅VS君麻呂!!)                                                  | 2005. március 16.   | 2011. február 23.             |
| 127 | Bosszúcsapás! A saspáfrány tánc! Súnen no icsigeki Szavarabi no Mai (執念の一撃!早蕨の舞)                                                      | 2005. március 30.   | 2011. március 2.              |
| 128 | Aki nem ért a szóból! Todokanai szakebi (届かない叫び)                                                                                         | 2005. március 30.   | 2011. március 2.              |
| 129 | A szakadék a két fivér között Itacsi to Szaszuke tószugiru szonzai (兄と弟 遠すぎる存在)                                                       | 2005. április 6.    | 2011. március 9.              |
| 130 | Apa és fia! A széthasadt címer! Csicsi to ko Hibivareta kamon (父と子 ひび割れた家紋)                                                          | 2005. április 13.   | 2011. március 9.              |

### Hatodik évad (2005)
| #   | Epizód címe | Első japán sugárzás  | Első magyar (Animax) sugárzás |
| --- | --- | -------------------- | ----------------------------- |
| 131 | A mangekjó saringan titka! Kaigan mangekjó saringan no himicu (開眼 万華鏡写輪眼の秘密)                                                                                          | 2005. április 20.    | 2011. március 16.             |
| 132 | A barátomért! Tomo jo! (親友よ!) | 2005. április 27.    | 2011. március 16.             |
| 133 | Egy barát könyörgése Namida no hókó! Omae va ore no tomodacsi da (涙の咆哮!オマエはオレの友達だ)                                                                                 | 2005. május 4.       | 2011. március 23.             |
| 134 | A könnyek vége Namida ame no kecumacu (涙雨の結末) | 2005. május 11.      | 2011. március 23.             |
| 135 | A betarthatatlan ígéret Mamorenakatta jakuszoku (守れなかった約束) | 2005. május 18.      | 2011. március 30.             |
| 136 | Beszivárgás vagy becserkészés? Egy újabb S osztályú küldetés! Szennjú szósza!? Cui ni kitakita csó-S-kjú ninmu (潜入捜査!? 遂にきたきた超S級任務)                                | 2005. május 25.      | 2011. március 30.             |
| 137 | A zsiványok városa! A Fúma klán árnyéka! Muhósa no gai Fúma icsizoku no kage (無法者の街 ふうま一族の影)                                                                         | 2005. június 1.      | 2011. április 6.              |
| 138 | Színtiszta árulás! A múló könyörgés! Kijoki uragiri Hakanaki negai (清き裏切り はかなき願い)                                                                                     | 2005. június 8.      | 2011. április 6.              |
| 139 | Rémek a mélyben! Orocsimaru fészke! Kjófu! Orocsimaru no tacsi (恐怖!大蛇丸の館)                                                                                                 | 2005. június 15.     | 2011. április 13.             |
| 140 | Kabuto csapdája! Két szívdobbanás között! Futacu no kodó Kabuto no vana (二つの鼓動 カブトの罠)                                                                                  | 2005. június 22.     | 2011. április 13.             |
| 141 | Szakura akaratereje Szakura no kecui (サクラの決意) | 2005. június 29.     | 2011. április 20.             |
| 142 | A három szökött rab Genkai siszecu no szan akunin (厳戒施設の三悪人) | 2005. július 6.      | 2011. április 20.             |
| 143 | Futás Tonton! Most a te orrodra hagyatkozunk! Hasire Tonton! Omae no hana ga tajori dattebajo (走れトントン!お前の鼻が頼りだってばよ)                                            | 2005. július 13.     | 2011. április 27.             |
| 144 | A háromfős csapat! Két ember és egy zsebkutyuli! Sin'szei szuríman szeru futari to ippiki (新生三人一組 二人と一匹!)                                                             | 2005. július 20.     | 2011. április 27.             |
| 145 | Eggyel feljebb! Az új Ino-Sika-Csó formáció! Szakurecu! Njú fóméson Inosikacsó (炸裂!ニューフォーメーションいのシカチョウ)                                                       | 2005. július 27.     | 2011. május 4.                |
| 146 | A maradék becsvágy! Orocsimaru árnyéka! Nokoszareta jabó Orocsimaru no kage (残された野望 大蛇丸の影)                                                                            | 2005. augusztus 10.  | 2011. május 4.                |
| 147 | A végzet akarta így! Nem tudtok legyőzni! Innen no taikecu! Omae ni ore va taoszenee (因縁の対決!オマエにオレは倒せねえ)                                                         | 2005. augusztus 17.  | 2011. május 11.               |
| 148 | Indul a bogár vadászat! Meg kell találnunk a bikócsút! Csó-cuibirjoku ni Akamaru mo sitto! Maborosi no bikócsú o szagasze (超追尾力に赤丸も嫉妬!幻の微香虫を探せ)                | 2005. augusztus 17.  | 2011. május 11.               |
| 149 | Ilyen rovar, olyan rovar, ki a fene látja köztük a különbséget? Doko ga csigau no sza!? Musitte onadzsi mienai ka (どこが違うのさ!? 虫って同じに見えないか)                      | 2005. augusztus 24.  | 2011. május 18.               |
| 150 | Bazi nagy bunyó a bűvös bogárért! Átvert vagy átverő, nem mindegy! Damasite bakasite damaszarete! Szózecu musimusi dai batoru (だまして化かしてだまされて! 壮絶ムシムシ大バトル) | 2005. augusztus 31.  | 2011. május 18.               |
| 151 | A bjakugan lángjai! Én ezt az utat választottam! Moe jo bjakugan! Kore ga vatasi no nindó jo (燃えよ白眼! これが私の忍道よ)                                                      | 2005. szeptember 14. | 2011. június 8.               |
| 152 | Sohase temesd előre az élőket! Szei aru mono e no szószókjoku (生あるものへの葬送曲)                                                                                             | 2005. szeptember 21. | 2011. június 8.               |
| 153 | A szeretet acélos öklének leckéje! Kokoro no todoke! Ai no Tekken (心に届け!愛の鉄拳)                                                                                            | 2005. szeptember 28. | 2011. június 15.              |
| 154 | A bjakugan természetes ellensége! Bjakugan no tenteki (白眼の天敵) | 2005. október 5.     | 2011. június 15.              |
| 155 | A vihar előtti csend Sinobi joru anun (忍び寄る暗雲) | 2005. október 12.    | 2011. június 22.              |
| 156 | Raiga visszavág! Gjakusú no Raiga (逆襲の雷牙) | 2005. október 19.    | 2011. június 22.              |

### Hetedik évad (2005–2006)
| #   | Epizód címe | Első japán sugárzás | Első magyar (Animax) sugárzás |
| --- | --- | ------------------- | ----------------------------- |
| 157 | Feküdj! Ömlik az életadó curry! Hasire!!! Szeimei no karé (走れ!!!生命のカレー)                                                                                      | 2005. október 26.   | 2011. június 29.              |
| 158 | Mindenki kövesen engem! A nagy túlélő próba! Minna ore ni cuite koi! Asze to namida no takurami dai szabaibaru (みんなオレについて来い!汗と涙のタクラミ大サバイバル) | 2005. november 2.   | 2011. június 29.              |
| 159 | Ellenség vagy barát? A sivatag fejvadásza! Teki ka mikata ka!? Kója no sókinkaszegi (敵か味方か!?荒野の賞金稼ぎ)                                                     | 2005. november 9.   | 2011. július 6.               |
| 160 | Elfogni vagy elfogva lenni? Az Okké templomi végjátszma! Eru ka erareru ka!? Okké tera no kettó (獲るか獲られるか!?オッケー寺の決斗)                                 | 2005. november 16.  | 2011. július 6.               |
| 161 | Isten hozott látogató! Egy szörnyeteg? Vadállat? Valami? Szankjaku kenzan Ao no Jadzsú? Módzsú?... Szandzsú? (珍客見参 碧の野獣?猛獣?...珍獣?)                       | 2005. november 23.  | 2011. július 13.              |
| 162 | Az elátkozott fehér harcos Siroki noroi musa (白き呪いの武者) | 2005. november 30.  | 2011. július 13.              |
| 163 | A cselszövő! Az igazság reménye! Szakusi - Kómei no omovaku (策士·紅明の思惑)                                                                                        | 2005. december 7.   | 2011. július 20.              |
| 164 | A túl későn érkező segítség Oszoszugita szuketto (遅すぎた助っ人) | 2005. december 14.  | 2011. július 20.              |
| 165 | Naruto halála Naruto siszu (ナルト死す) | 2005. december 21.  | 2011. július 27.              |
| 166 | Megáll az idő Todomatta mama no dzsikan (止まったままの時間) | 2006. január 4.     | 2011. július 27.              |
| 167 | Szagi felett elszáll az idő Siraszagi no habataku dzsikan (白鷺のはばたく時間)                                                                                       | 2006. január 4.     | 2011. augusztus 3.            |
| 168 | Forrósodó lábas! Keverd, nyújtsd és forrald! Moero Zundó! Mazete nobasite jude agero! (燃えろ寸胴!混ぜて伸ばして茹で上げろ!)                                         | 2006. január 18.    | 2011. augusztus 3.            |
| 169 | Emlékek! Az elveszett oldal! Kioku Usinavareta peidzsi (記憶 失われた頁)                                                                                             | 2006. január 25.    | 2011. augusztus 10.           |
| 170 | Csapás! A bezárt ajtó! Sógeki Tozaszareta doa (衝撃 閉ざされた扉) | 2006. február 1.    | 2011. augusztus 10.           |
| 171 | Behatolás! A megtervezett csapda! Szen'njú Sikumareta torappu (潜入 仕組まれた罠)                                                                                    | 2006. február 8.    | 2011. augusztus 17.           |
| 172 | Bánat! A széthasadt szív! Zecubó Hikiszakareta háto (絶望 引き裂かれた心)                                                                                            | 2006. február 15.   | 2011. augusztus 17.           |
| 173 | Vízi ütközet! A szabadjára engedett erő! Kaiszen Tokihanatareta pavá (海戦 解き放たれた力)                                                                           | 2006. február 22.   | 2011. augusztus 24.           |
| 174 | Ez nem lehet! Nindzsa stílus: celeb pénzeszsák dzsucu! Arienéttebajo! Szerebu ninpó - Kinton no dzsucu (ありえねーってばよ! セレブ忍法·金遁の術)                     | 2006. március 1.    | 2011. augusztus 24.           |
| 175 | Itt áss, kutyus! Az elásott kincs nyomában! Koko hore van van! Maizókin o szagasze (ここ掘れワンワン! 埋蔵金を探せ)                                                  | 2006. március 8.    | 2011. augusztus 31.           |
| 176 | Fuss, kerülj cikkcakkba! Üldözd a hasonmásokat! Sisszó, Meiszó, Dzsiguzagu szó! Otte ovarete macsigaete (疾走, 迷走, ジグザグ走!追って追われて間違えて)              | 2006. március 15.   | 2011. augusztus 31.           |
| 177 | Oh! Kérem postás úr! OH!? Purízu ♥ Miszutá Poszutoman (OH!?ぷりーず♥みすたーぽすとまん)                                                                              | 2006. március 22.   | 2011. szeptember 7.           |
| 178 | Találkozás! Egy Csillag nevű fiú! Deai "Hosi" no na o mocu sónen (出会い 「星」の名を持つ少年)                                                                       | 2006. március 29.   | 2011. szeptember 7.           |
| 179 | Nyári csillag! Az emlékek altatódala! Nacuhi Bosi, Omoide no Komori Uta (ナツヒボシ 思い出の子守唄)                                                                  | 2006. április 5.    | 2011. szeptember 14.          |
| 180 | A titok! A tökéletes páva ára! Hidzsucu Kudzsaku Mjóhó no Daisó (秘術 孔雀妙法の代償)                                                                                | 2006. április 12.   | 2011. szeptember 14.          |
| 181 | Hosikage! Az eltemetett igazság! Hosikage Hómuriszarareta Sindzsucu (星影 葬り去られた真実)                                                                          | 2006. április 19.   | 2011. szeptember 21.          |
| 182 | Találkozás! Az elveszett idő! Szaikai Nokoszareta dzsikan (再会 残された時間)                                                                                        | 2006. április 26.   | 2011. szeptember 21.          |

### Nyolcadik évad (2006)
| #   | Epizód címe | Első japán sugárzás  | Első magyar (Animax) sugárzás |
| --- | --- | -------------------- | ----------------------------- |
| 183 | A fényesebben ragyogó csillag Hosi va kagajaki o masite (星は輝きを増して) | 2006. május 3.       | 2011. szeptember 28.          |
| 184 | Inuzuka Kiba fárasztó napja Inuzuka Kiba no naga~i icsinicsi (犬塚キバのなが〜い一日) | 2006. május 10.      | 2011. szeptember 28.          |
| 185 | Az avarrejteki legenda! Az Onbaa létezik! Konohagakure no Denszecu, Onbaa va dzsicuzai sita!! (木ノ葉隠れの伝説 オンバアは実在した!!)                                                                                             | 2006. május 17.      | 2011. október 5.              |
| 186 | A nevető Sino Varau Sino (笑うシノ) | 2006. május 24.      | 2011. október 5.              |
| 187 | Az avarrejteki költöztető brigád Kaigjó!! Konoha hikkosi szentá (開業!!木ノ葉引越センター) | 2006. május 31.      | 2011. október 12.             |
| 188 | A célpontok a kereskedők! Fukakai, neravareta gjósónin (不可解 狙われた行商人) | 2006. június 7.      | 2011. október 12.             |
| 189 | Kifogyhatatlan fegyverek tárháza Csikaszui Mudzsinzou no ningu (地下水 無尽蔵の忍具) | 2006. június 14.     | 2011. október 19.             |
| 190 | A mágnes mester gyenge pontja Bjakugan va mita! Dzsiki cukai no sikaku (白眼は見た!磁気使いの死角) | 2006. június 21.     | 2011. október 19.             |
| 191 | Halálos ítélet! Felhős idő várható itt-ott napsütéssel! Si no Szenkoku "Kumori Tokidoki Hare" (死の宣告“くもり時々晴れ”) | 2006. június 28.     | 2011. október 26.             |
| 192 | Digi-dagi daganat! Ino kikészül! Ino zekkjó! Poccsari ♥ Paradaiszu (いの絶叫! ポッチャリ♥パラダイス) | 2006. július 5.      | 2011. október 26.             |
| 193 | Kihívás, most vagy soha! Fiatalság, bolondság! Biba dódzsójaburi! Szeisun va bakuhacu da (ビバ道場破り! 青春はバクハツだ) | 2006. július 12.     | 2011. november 2.             |
| 194 | Az elátkozott kísértetkastély Kaiki, norovareta jureisiro (怪奇 呪われた幽霊城) | 2006. július 19.     | 2011. november 2.             |
| 195 | A legnagyobb rivális Daiszan no csódzsú, Szaidai no raibaru (第三の超獣 最大のライバル) | 2006. július 26.     | 2011. november 9.             |
| 196 | A makacsság átka! Tanítvány a mester ellen! Namida no Gekitocu! Nekkecu sitei taikecu (涙の激突! 熱血師弟対決) | 2006. augusztus 9.   | 2011. november 9.             |
| 197 | Krízis! A titkos gyülekező! Daipincsi! Konoha no dzsúicsi nin zen'in súgó (大ピンチ! 木の葉の11人全員集合) | 2006. augusztus 16.  | 2011. november 16.            |
| 198 | Még az Anbu is feladja! Naruto emlékei! Anbu mó teage, Naruto no kioku (暗部もお手上げ ナルトの記憶) | 2006. augusztus 23.  | 2011. november 16.            |
| 199 | Az elhibázott célpont Matohazure, Mietekita hjóteki (的外れ 見えてきた標的) | 2006. augusztus 30.  | 2011. november 23.            |
| 200 | A nagy segítség! Pont jókor jöttél! Gen'eki baribari, Szaikjó no szuketto (現役バリバリ 最強の助っ人) | 2006. szeptember 13. | 2011. november 23.            |
| 201 | A csapdák csapdája! Visszaszámlálás indul! Tadzsú torappu, Hókai no kauntodaun (多重トラップ 崩壊のカウントダウン) | 2006. szeptember 20. | 2011. november 30.            |
| 202 | Az öt legjobb nindzsa harc Hondzsicu Happjó! "Nindzsatacsi no asze to namida no Meisóbu Beszuto 5! Otanosimi no bangai hen moaruttebajo" (本日発表!「忍者たちの汗と涙の名勝負ベスト5! お楽しみの番外編もあるってばよ」スペシャル) | 2006. szeptember 27. | 2011. november 30.            |
| 203 | Kurenai döntése! A 8-as csapat magára marad! Kurenai no kecudan, Torinokoszareta Daihappan (紅の決断 とり残された第8班) | 2006. október 5.     | 2011. december 7.             |
| 204 | A célpont Jakumo! Az elzárt erő! Neravareta Jakumo, Fúinszareta nórjoku (狙われた八雲 封印された能力) | 2006. október 5.     | 2011. december 7.             |
| 205 | Kurenai küldetése! A Harmadiknak tett ígéret! Kurenai no gokuhi ninmu ~Szandaime to no jakuszoku~ (紅の極秘任務〜三代目との約束〜)                                                                                                | 2006. október 5.     | 2011. december 14.            |
| 206 | Látomás vagy valóság? Az érzékek ura! Gendzsucu ka gendzsicu ka, Gokan o szeiszuru mono (幻術か現実か 五感を制するもの) | 2006. október 19.    | 2011. december 14.            |
| 207 | A felszínre tört technika! Fúdzsiraretahazu no nórjoku (封じられたはずの能力) | 2006. október 26.    | 2011. december 21.            |
| 208 | A felbecsülhetetlen értékű nemzeti kincs! Meiki, Kacsófúgecu no omosza (名器 花鳥風月の重さ) | 2006. november 2.    | 2011. december 21.            |

### Kilencedik évad (2006–2007)
| #   | Epizód címe                                                                                        | Első japán sugárzás | Első magyar (Animax) sugárzás |
| --- | -------------------------------------------------------------------------------------------------- | ------------------- | ----------------------------- |
| 209 | Az ellenség a nindzsák legalja! Teki va "Sinobazu" (敵は「不忍」)                                  | 2006. november 9.   | 2011. december 28.            |
| 210 | A vadító vadon Majoi no mori (迷いの森)                                                            | 2006. november 16.  | 2011. december 28.            |
| 211 | A lángok emlékei Honó no kioku (炎の記憶)                                                          | 2006. november 30.  | 2012. január 4.               |
| 212 | Mindenki a maga útján Szorezore no micsi (それぞれの道)                                            | 2006. december 7.   | 2012. január 4.               |
| 213 | Az elveszett emlékek Usinavareta kioku (失われた記憶)                                              | 2006. december 14.  | 2012. január 11.              |
| 214 | Vissza a valóságba Torimodosita gendzsicu (取り戻した現実)                                         | 2006. december 21.  | 2012. január 11.              |
| 215 | A múlt, ami bár ne is létezne Kesi szaritai kako (消し去りたい過去)                                | 2006. december 21.  | 2012. január 18.              |
| 216 | A célba vett Sukaku Kieta takumi - Neravareta Sukaku (消えた匠 狙われた守鶴)                       | 2007. január 11.    | 2012. január 18.              |
| 217 | Homokrejtek és Avarrejtek szövetsége Szuna no dómeikoku - Konoha no sinobi (砂の同盟国 木ノ葉の忍) | 2007. január 18.    | 2012. január 25.              |
| 218 | Engedetlen homok! Ellentámadás! Fúdzsirareta szuna, Szuiko no hangeki (封じられた砂 水虎の反撃)    | 2007. január 25.    | 2012. január 25.              |
| 219 | A titkos fegyver újjászületése! Jomigaetta kjúkjoku heiki (よみがえった究極兵器)                   | 2007. február 1.    | 2012. február 1.              |
| 220 | A leszámolás! Tabidacsi (旅立ち)                                                                   | 2007. február 8.    | 2012. február 1.              |

### OVA-epizódok
Az eredeti Naruto animéhez öt kiegészítő OVA-epizód készült. Az első kettőt, az Akaki Jocuba no Kuróbá vo Szagasze és a Takigakure no Sitó Ore ga Eijú Dattebajo! címet viselő epizódokat első alkalommal a Sónen Jump Jump Festa 2003-as és 2004-es rendezvényén vetítették le, majd később DVD formátumban is megjelentek. A második epizód angol változata 2007. május 22-én jelent meg DVD-n a Viz kiadásában. A Konoha no Szato no Dai Unzókai című harmadik epizód egy bónuszlemezen került forgalomba a Naruto: Ultimate Ninja 3 nevű PlayStation 2-videójáték mellett. Észak-Amerikában a speciál az első mozifilm gyűjtői változatában jelent meg. A negyedik, Cuini gekitocu! Dzsónin tai Genin!! Muszabecu zairanszen taikai kaiszai!! című OVA egy rövidfilm, mely az első Naruto-filmmel jelent meg. Az ötödik OVA-epizód a The Cross Roads nevet viseli. A teljes egészében CGI-animációval készült OVA-t a 2010-es Jump Festán mutatták be. A történet a csúninvizsga előtt játszódik, amikor Orocsimaru szemet vetett Ucsiha Szaszukéra, aki ekkor még a 7-es csapat tagja volt. A Súkan Sónen Jump japán és angol oldalán egyaránt megnézhető az epizód.
| EP# | Nyelv       | Cím | Első vetítés        | Prod. kód |
| --- | ----------- | --- | ------------------- | --------- |
| 1 | HUN · Japán | Találd meg a bíbor négylevelű lóherét! Akaki Jocuba no Kuróbá o Szagasze (紅き四つ葉のクローバーを探せ) | 2003.               | –         |
| Konohamaru beleszeret egy lányba, Josino Kaedébe, aki azonban készül elköltözni a faluból. El kívánja nyerni a lány szerelmét a vörös négylevelű lóhere segítségével, amely állítólag minden kívánságot teljesít. Konohamaru megkéri Uzumaki Narutót, hogy segítsen megkeresni a lóherét, de hogy megszerezhessék, muszáj belépniük az Akagahara nevű tiltott területre. Miután átküzdötték magukat minden útjukba kerülő csapdán, marionettek (bábszerű nindzsák) támadják meg őket, amikor elmozdítanak egy szobrot, mely a lóherét rejti. Haruno Szakura és Ucsiha Szaszuke a segítségükre sietnek, de nem sikerül legyőzniük a marionetteket. Végül a marionettek lekapcsolnak, amikor Konohamaru visszahelyezi a szobrot az eredeti pozíciójába, de a lóhere megsérült a harc közben és leszakadt egy levele. Konohamaru ennek ellenére, miután visszaragasztotta a sérült levelet, odaadja a lóherét Kaedének, aki megcsókolja az arcán. |             | |                     |           |
| 2 | HUN · Japán | Egy kétségbeesett küzdelem Vízesésrejtek faluért! Takigakure no Sitó Ore ga Eijú Dattebajo! (滝隠れの死闘 オレが英雄だってばよ!)                                                                                | – 2004.             | –         |
| A 7-es csapat Hatake Kakasival elkísér egy nindzsát, Sibukit Vízesésrejtekbe, aki ott a falu vezetője. Sibuki egyébként az apja halálának következtében meglehetősen gyáván viselkedik. A falu rendelkezik egy palack titkos vízzel, melyet a „hősök vizének” is hívnak. Aki iszik a vízből, annak egy időre drámaian megnöveli a csakráját. A hatás hasonló a nyolc kapu technikájához és ugyanúgy megrövidíti az életet, mint a „csakrakapuk” kinyitása. Öt missing-nin jön a faluba, hogy ellopja a vizet, a 7-es csapat feladata lesz megvédeni azt. |             | |                     |           |
| 3 | HUN · Japán | Avarrejtek éves nagy sportfesztiválja Konoha no Szato no Dai Undókai (木ノ葉の里の大運動会) | 2004. augusztus 21. | –         |
| Naruto és a 7-es csapat megpróbál megnyerni egy versenyt a többi geninnel együtt, mely különféle sporteseményekből áll és a győztes csapat egyhetes vakációt nyerhet. Narutónak az egész film alatt wc-re kellene mennie, de minden kísérletében megakadályozza egy másik genin vagy saját hibája. Végül egy futóverseny megnyerése után Naruto már nem tudja visszatartani... |             | |                     |           |
| 4 | HUN · Japán | A végső összecsapás! Dzsónin vs genin!! A válogatás nélküli nagy kézitusa találkozó!! Cuini gekitocu! Dzsónin tai Genin!! Muszabecu dairanszen taikai kaiszai!! (ついに激突!上忍VS下忍!!無差別大乱戦大会開催!!) | 2005. december 22.  | –         |
| Cunade egy vetélkedőt szervez Dzsónin vs genin néven. A cél, hogy kristályokat gyűjtsenek be pontokért, a magasabb rangú csúninok és dzsóninok kristályai több pontot érnek. A genineknek kék, a csúninoknak és dzsóninoknak piros kristályaik vannak. A filmben több harcot is láthatunk geninek és dzsóninok között. |             | |                     |           |
| 5 | HUN · Japán | Keresztutak Za Kuroszurózu (ザクロスローズ) | 2009.               | –         |
| Az OVA, mely teljes egészében CGI animáció, Ucsiha Szaszuke személyére fókuszál, amikor még a 7-es csapat tagja volt. A cselekménye a Hullámok völgye és a Csúninvizsga fejezet között foglal helyet. A 7-es csapat egy küldetésen vesz részt, melyben meg kell menteniük egy embert, aki eltűnt az erdőben. Kakasi elhagyja geninjeit, hogy megbizonyosodjon arról, hogy ott van az eltűnt ember, ahol sejti. Amíg Kakasi távol van, feltűnik három nindzsa és elrabolják Szakurát. Naruto és Szaszuke utánuk erednek és egy barlangba érnek, ahol közösen harcolnak, hogy megmentsék. Egy ügyes fogással, melyben füstfelhőt, csakrafonalakat és tüzet is használnak, leküzdik az ellenséget. A nindzsa azonban egy üzenetet ad át Szaszukénak, miután a teste már nem mozog. Kakasi is megérkezik és láthatjuk, hogy egy fehér kígyó tekereg át a megölt nindzsa testéből Orocsimaruéba. A film három évvel későbbi eseménnyel zárul, melyben Szaszuke és Tobi, azaz Ucsiha Madara látható, ez utal arra, hogy a film Szaszuke egy visszaemlékezése volt múltjára. |             | |                     |           |

## Filmek
| #  | Epizód címe                                                                                             | Első japán sugárzás | Első magyar (Animax) sugárzás |
| -- | --- | ------------------- | ----------------------------- |
| #1 | - Daikacugeki! Jukihime Ninpócsó dattebajo!! (大活劇! 雪姫忍法帖だってばよ!!)                           | 2004. augusztus 21. |                               |
| #2 | - Daigekitocu! Maborosi no Csiteiiszeki dattebajo (大激突!幻の地底遺跡だってばよ)                       | 2005. augusztus 6.  |                               |
| #3 | - Daikoufun! Mikazuki Dzsima no Animaru Panikku Dattebajo! (大興奮!みかづき島のアニマル騒動だってばよ!) | 2006. augusztus 5.  |                               |

## DVD-kiadások
| Kötet | Kötet | Epizódok | DVD megjelenés (1. régiókód) |
| ----- | ----- | -------- | ---------------------------- |
|       | 1     | 1–13     | 2006. július 4.              |
|       | 2     | 14–25    | 2006. december 5.            |
|       | 3     | 26–38    | 2007. május 29.              |
|       | 4     | 39–52    | 2007. augusztus 7.           |
|       | 5     | 53–65    | 2007. december 4.            |
|       | 6     | 66–78    | 2008. február 12.            |
|       | 7     | 79–92    | 2008. május 6.               |
|       | 8     | 93–106   | 2008. június 10.             |
|       | 9     | 107–120  | 2008. augusztus 12.          |
|       | 10    | 121–135  | 2008. október 14.            |
|       | 11    | 136–149  | 2008. december 16.           |
|       | 12    | 150–163  | 2009. február 10.            |
|       | 13    | 164–177  | 2009. április 7.             |
|       | 14    | 178–191  | 2009. május 26.              |
|       | 15    | 192–205  | 2009. július 21.             |
|       | 16    | 206–220  | 2009. szeptember 22.         |

| Évad              | Megjelenés          | Lemezek | Epizódok | Hivatkozás |
| ----------------- | ------------------- | ------- | -------- | ---------- |
| 1. évad, 1. kötet | 2009. október 6.    | 6       | 1–25     | [ 31 ]     |
| 1. évad, 2. kötet | 2009. november 24.  | 6       | 26–52    | [ 32 ]     |
| 2. évad, 1. kötet | 2010. február 16.   | 6       | 53–78    | [ 33 ]     |
| 2. évad, 2. kötet | 2010. április 27.   | 6       | 79–106   | [ 34 ]     |
| 3. évad, 1. kötet | 2010. június 29.    | 6       | 107–135  | [ 35 ]     |
| 3. évad, 2. kötet | 2010. augusztus 31. | 6       | 136–163  | [ 36 ]     |
| 4. évad, 1. kötet |                     | 6       | 164–191  |            |
| 4. évad, 2. kötet |                     | 6       | 192–220  |            |